# Karels scepter
Karels scepter (Pedicularis sceptrum-carolinum) is een plant uit de bremraapfamilie.

## Etymologie
De naam werd gegeven door Olof Rudbeck de Jongere als eerbetoon aan koning Karel XII van Zweden na zijn overwinning bij de Slag bij Narva en de oversteek van de Westelijke Dvina. De botanische naam werd gepubliceerd door Carl Linnaeus in Species plantarum.

## Beschrijving
De meerjarige plant bereikt een hoogte tussen de 20 en 100 cm. De bladeren zijn geveerd. De bladeren kunnen een lengte bereiken van 30 cm. De bloemen zitten in een dichte, veelbloemige tros. De witachtige gele bloem is ongeveer 30 mm lang. De bloeitijd is van juni tot augustus.

## Verspreiding
De plant groeit vooral bij moerassen en natte weilanden.
De plant komt voornamelijk voor in Zweden, waar de soort wel beschermd is, waar het ook de landschapsbloem van Västerbotten is. In Duitsland is de plant bijna uitsluitend gevonden aan de rand van de Alpen en is strikt beschermd, ook in Oostenrijk is de plant bijna uitgestorven maar kan er nog groeien.

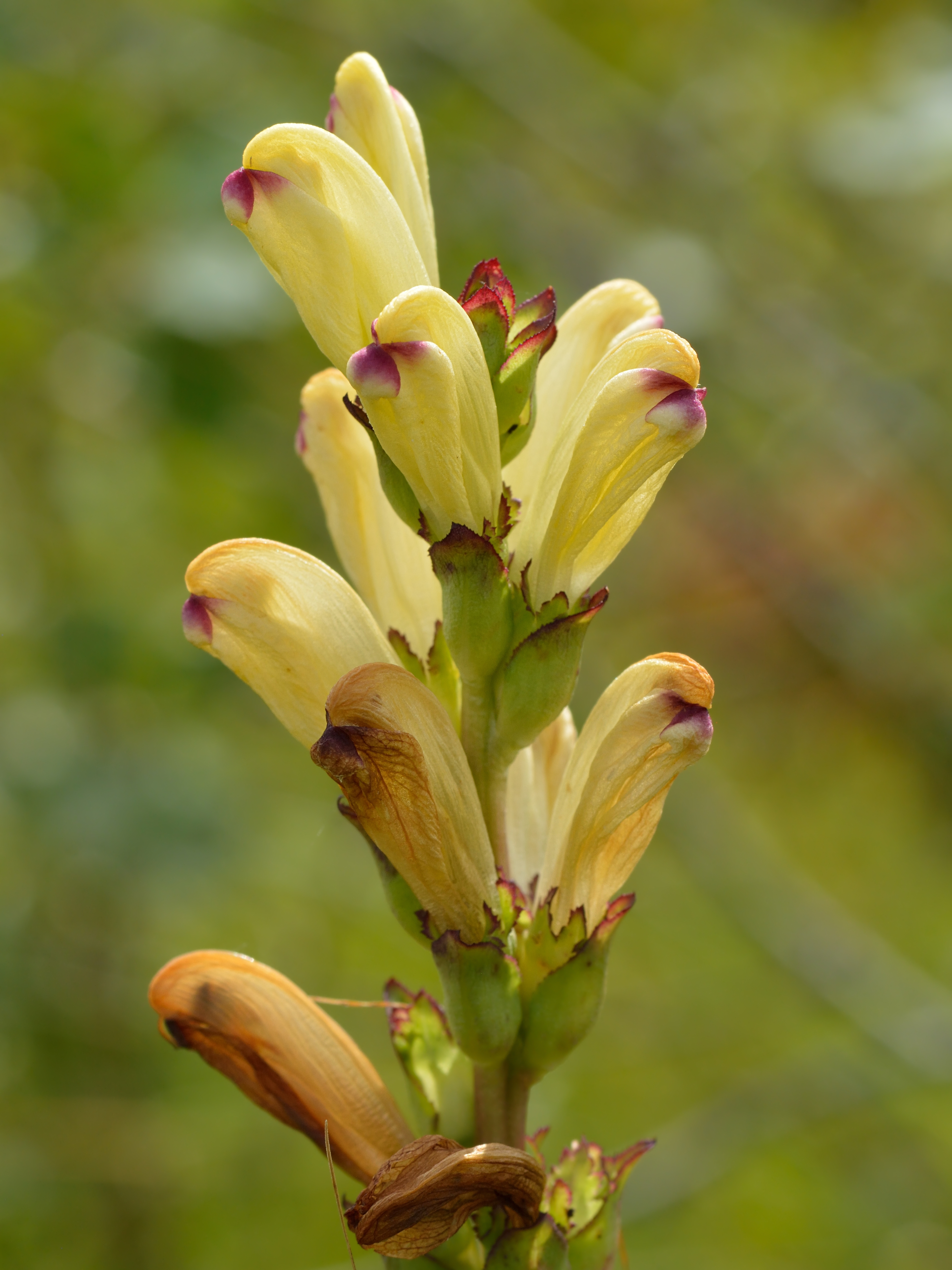
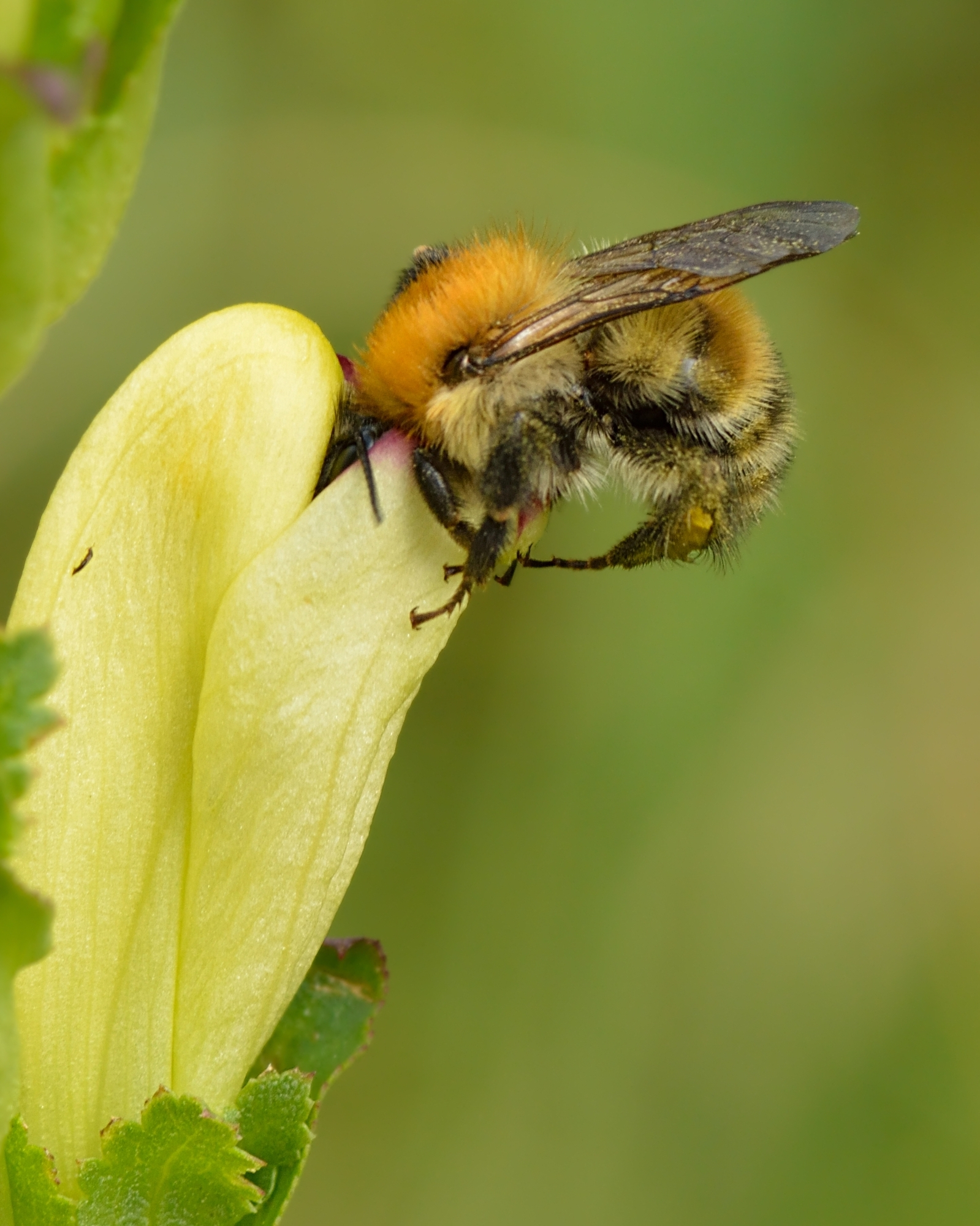
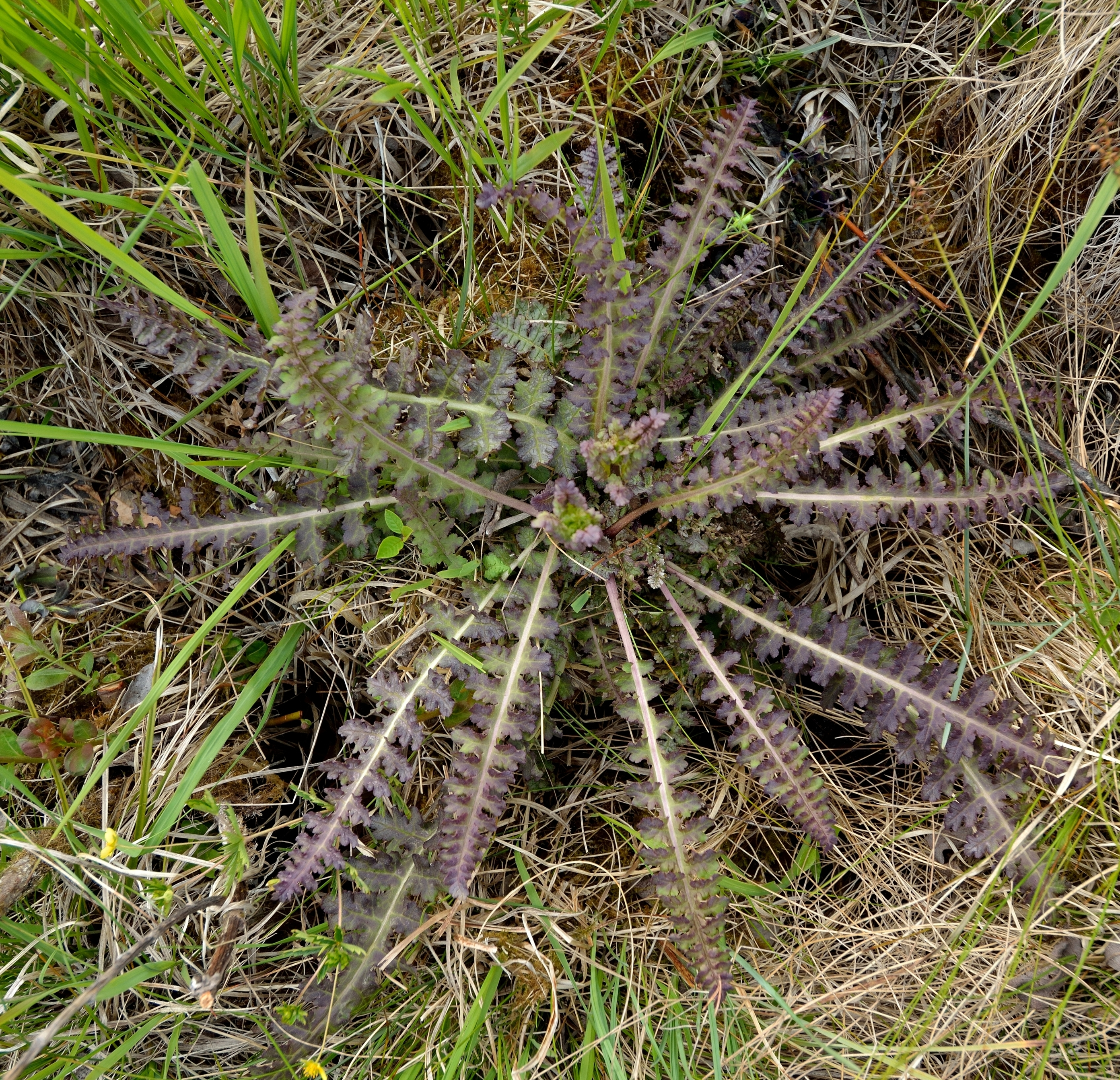
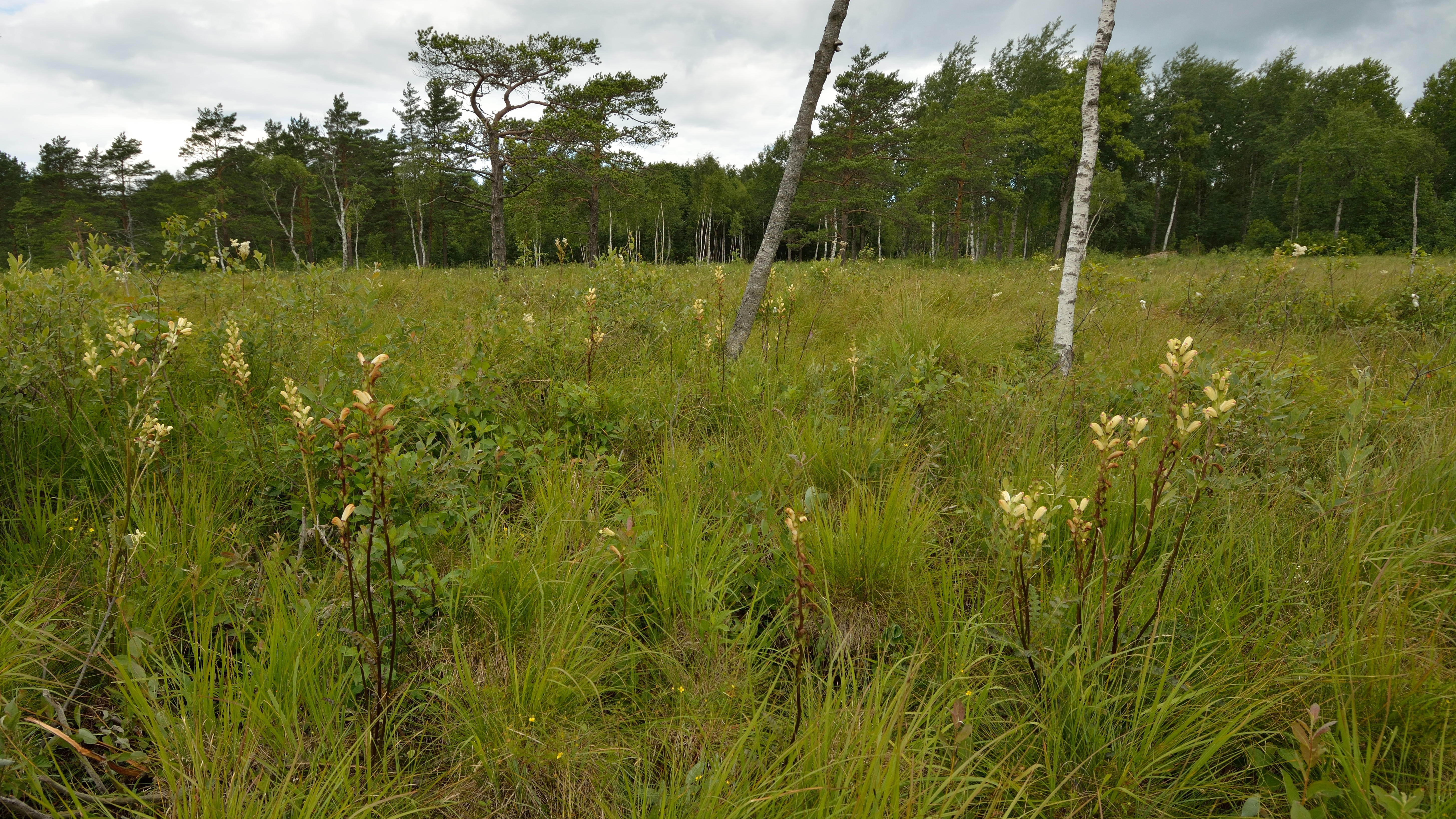
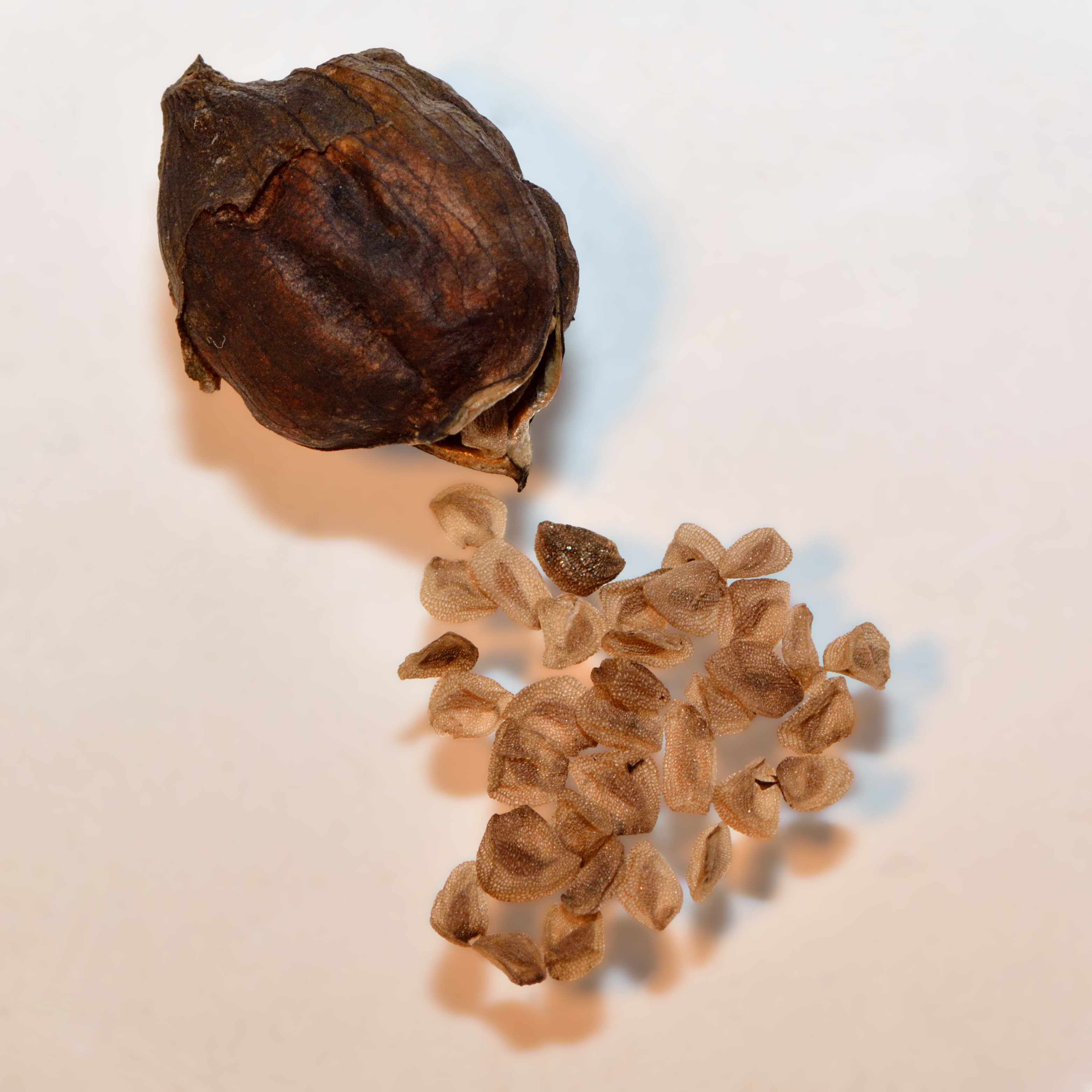

... · 
P. gyroflexa (Wollig kartelblad) · 
P. kerneri · 
P. lapponica (Laplands kartelblad) · 
P. oederi (Bont kartelblad) · 
P. palustris (Moeraskartelblad) · 
P. rosea (Roze kartelblad) · 
P. rostratospicata (Vleeskleurig kartelblad) · 
P. sceptrum-carolinum (Karels scepter) · 
P. sylvatica (Heidekartelblad) · 
P. tuberosa (Knolkartelblad) · 
P. verticillata (Kranskartelblad) · 
...